# Highland Holiday
Highland Holiday é um lugar designado pelo censo localizado no condado de Highland no estado estadounidense de Ohio. No Censo de 2010 tinha uma população de 550 habitantes e uma densidade populacional de 193,58 pessoas por km².

## Geografia
Highland Holiday encontra-se localizado nas coordenadas 39° 11′ 42″ N, 83° 28′ 27″ O. Segundo a Departamento do Censo dos Estados Unidos, Highland Holiday tem uma superfície total de 2.84 km², da qual 1.56 km² correspondem a terra firme e (44.94%) 1.28 km² é água.

## Demografia
Segundo o censo de 2010, tinha 550 pessoas residindo em Highland Holiday. A densidade populacional era de 193,58 hab./km². Dos 550 habitantes, Highland Holiday estava composto pelo 98.18% brancos, o 0.36% eram afroamericanos, o 0.18% eram amerindios, o 0.73% eram asiáticos, o 0% eram insulares do Pacífico, o 0% eram de outras raças e o 0.55% pertenciam a duas ou mais raças. Do total da população o 0% eram hispanos ou latinos de qualquer raça.